# Regenskirken
Regenskirken, forgængeren for Trinitatis Kirke, var en kirke, der var placeret i en fløjbygning umiddelbart over for Rundetårn.

## Historie
Da Christian 4. omkring 1620 byggede Regensen i København, indrettedes der i en af fløjene en kirkesal for studenternes andagtsøvelser. Salen blev kendt som Regenskirken.
Først efter kongens død i 1656 blev Trinitatis Kirke på den modsatte side af Købmagergade indviet. Den skulle anvendes, ikke som sognekirke, men som universitets- og studenterkirke, og i denne egenskab overtog den den gamle regenskirkes funktion. Af samme grund blev kirken, i stedet for det for menigmand vanskeligt gennemskuelige navn "Trinitatis", oftere kaldt Regenskirken.
Den gamle sal overgik til andet brug (auditorium og læsestue). Men som det kan gå i sådanne tilfælde, klæbede det gamle navn ved salen, og resultatet var, at betegnelsen "Regenskirken" i lang tid blev brugt i to forskellige betydninger.

## Trivia
- At N.F.S. Grundtvig i 1810 holdt sin berømte dimisprædiken i "Regenskirken" er alle enige om. Men til trods for alle anstrengelser synes det endnu uopklaret, om Grundtvig ved denne lejlighed prædikede i den gamle sal på Regensen eller i Trinitatis Kirke.